# Pawłowice (Krzemieniewo)
Pawłowice (deutsch Pawlowitz, 1939–1945 Paulshuben) ist ein Dorf in der Woiwodschaft Großpolen, in der Landgemeinde Krzemieniewo, das 13 Kilometer östlich  von Leszno liegt. Das Dorf hat 1745 Einwohner.
Der Ort wurde 1310 in einem Dokument von Heinrich IV das erste Mal schriftlich erwähnt.
Er ist das größte Dorf in der landwirtschaftlichen Gemeinde Krzemieniewo. Sehenswert ist hier der Mielżyński-Palast.

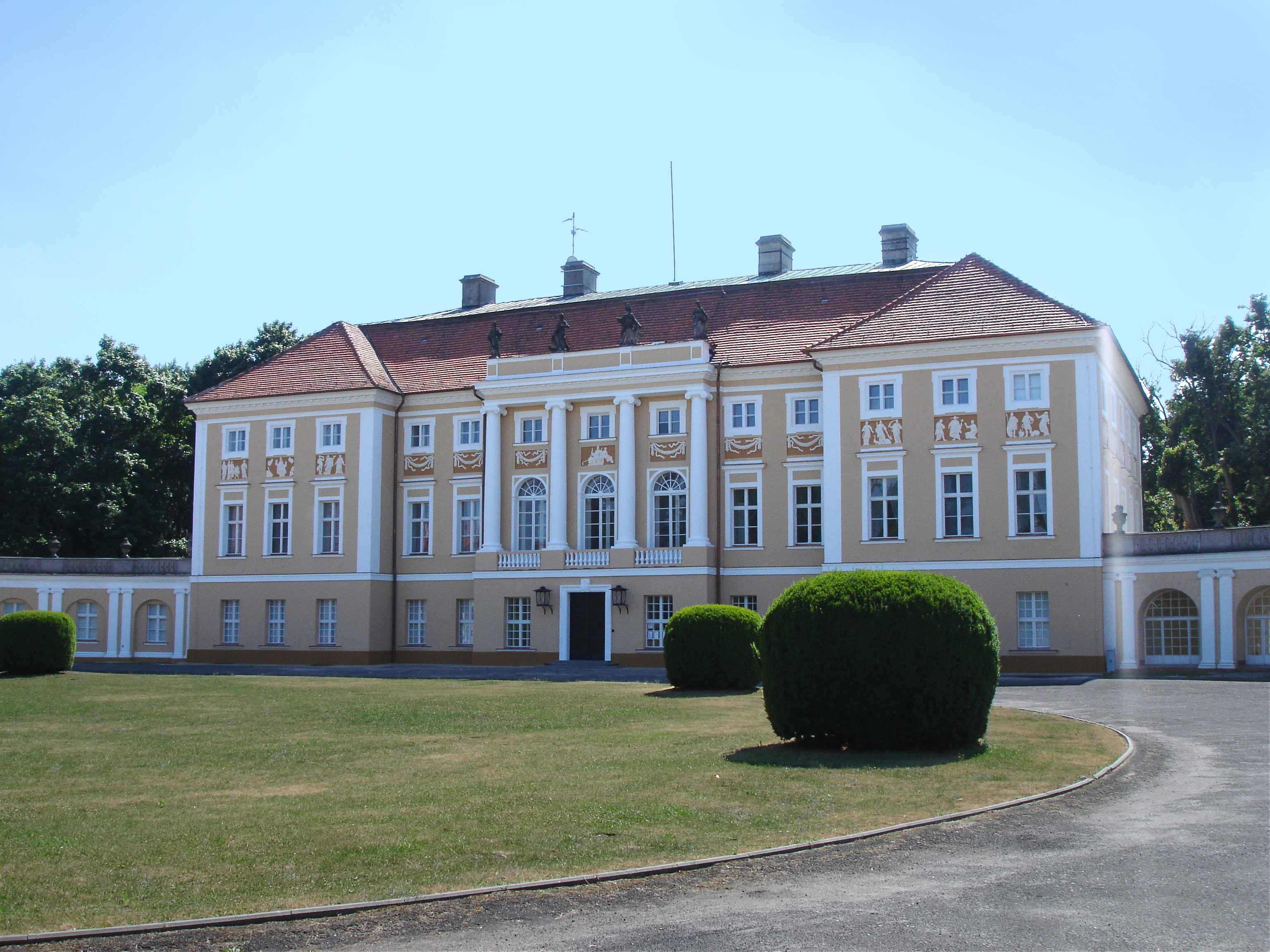
Palast in Pawłowice